# Bombylius venosus
Bombylius venosus är en tvåvingeart som beskrevs av Mikan 1796. Bombylius venosus ingår i släktet Bombylius och familjen svävflugor. Inga underarter finns listade i Catalogue of Life.